# Jacques Ravenne
Pour les articles homonymes, voir Ravenne (homonymie) et Ravaud.
Jacques Ravenne, de son vrai nom Jacques Ravaud, né le 20 octobre 1964, est un auteur de romans policiers français, également éditeur et scénariste.
Il est membre du collectif d'artistes La Ligue de l'Imaginaire.

## Biographie
Il est le coauteur, avec Éric Giacometti, de romans dans lesquels le personnage principal, le commissaire Antoine Marcas, est franc-maçon. Ravenne est lui-même un franc-maçon élevé au grade de maître au rite français. Jacques Ravenne est le pseudonyme de Jacques Ravaud.
Spécialiste de critique génétique, il a principalement travaillé sur les manuscrits de Paul Valéry, Yves Bonnefoy, Nerval et Mallarmé, à la fois dans le cadre de l'Institut des textes et manuscrits modernes du CNRS et avec la Fondation Hugot du Collège de France.
Auteur de plusieurs articles en France et au Japon, il a aussi dirigé la publication de deux livres de référence :
- Yves Bonnefoy, aux éditions du Temps, qu'il publie en 1998
- Poésie et Politique, aux Presses universitaires de Montpellier en 2002

Il débute en 2008 une activité d'élu, dans son département familial du Lot, où il est élu Président de la Communauté de communes de la Vallée et du Causse jusqu'en 2013.
Il collabore à la revue maçonnique Franc-maçonnerie magazine, relatant les aventures humoristiques de Jean Acacio chez les franc-maçons.

## Sade
Depuis sa découverte, en 1985, du château de Sade à Lacoste, dans le Luberon, Jacques Ravenne s'est toujours passionné pour la vie méconnue du marquis. Après avoir rassemblé une riche iconographie ainsi que de nombreux  livres et des manuscrits, Jacques Ravenne a entamé, en 2009, un double travail sur Sade : un roman sur la vie de Sade, reflet de cette époque qui débute sous les ors de Versailles et finit avec la chute de Napoléon ; et une anthologie de la Correspondance du marquis.
Ces deux ouvrages sont sortis en janvier 2014 à l'occasion du bicentenaire de la mort de Sade :
- Le roman, intitulé Les Sept Vies du Marquis, paraît chez Fleuve noir

- La correspondance, regroupée sous le titre Lettres d'une vie, paraît chez 10/18.

## Publications
Toutes les œuvres de Jacques Ravenne sont écrites en collaboration avec Éric Giacometti, l'essentiel de leur collaboration, depuis 2004, étant axée sur les romans de la série des aventures d'Antoine Marcas, commissaire de police et franc-maçon affilié au Grand Orient de France, mais a également porté sur une analyse de l'un des romans à arrière-plan ésotérique de Dan Brown, et est complétée par les nouvelles Délocalisation publiée dans le recueil collectif L'Empreinte sanglante et Le Pire est toujours certain publiée dans La Nouvelle du lendemain, anthologie numérique organisée pendant le confinement par la Ligue de l’Imaginaire, le festival Lisle noir et Cultura, 2020
1. Les Ressucités, Paris, Lattès, coll. « Thriller », 2025

### SérieAntoine Marcas
1. In nomine, Paris, Fleuve noir, coll. « Thriller » (no 14350), 8 avril 2010, 127 p. (ISBN 978-2-266-19830-1, BNF 42172713) Cet ouvrage est une préquelle à la série, puisque son action se déroule sept ans avant Le Rituel de l'ombre, avant qu'Antoine Marcas ne devienne commissaire de police et franc-maçon.
2. Le Rituel de l'ombre, Paris, Fleuve noir, coll. « Noirs », 12 mai 2005, 384 p. (ISBN 978-2-265-08072-0, BNF 39977355)
3. Conjuration Casanova, Paris, Fleuve noir, 11 mai 2006, 445 p. (ISBN 978-2-265-08328-8, BNF 40161622)
4. Le Frère de sang, Paris, Fleuve noir, 14 juin 2007, 499 p. (ISBN 978-2-265-08540-4, BNF 41057293)
5. La Croix des assassins, Paris, Fleuve noir, 5 juin 2008, 541 p. (ISBN 978-2-265-08602-9, BNF 41281220)
6. Apocalypse, Paris, Fleuve noir, 11 juin 2009, 399 p. (ISBN 978-2-265-08735-4, BNF 42007308)
7. Lux Tenebrae, Paris, Fleuve noir, 10 juin 2010, 411 p. (ISBN 978-2-265-08851-1, BNF 42211807)
8. Le Septième Templier, Paris, Fleuve noir, coll. « Thriller », 9 juin 2011, 564 p. (ISBN 978-2-265-08852-8, BNF 42444419)
9. Le Temple noir, Paris, Fleuve noir, coll. « Thriller », 14 juin 2012, 658 p. (ISBN 978-2-265-09369-0)
10. Le Règne des Illuminati, Paris, Fleuve noir, coll. « Thriller », 12 juin 2014, 552 p. (ISBN 978-2-265-09370-6)
11. L'Empire du Graal, Paris, Jean-Claude Lattès, coll. « Thriller », 18 mai 2016, 584 p. (ISBN 978-2-7096-5606-1)
12. Conspiration, Paris, Jean-Claude Lattès, coll. « Thriller », mai 2017, 523 p. (ISBN 978-2-7096-5607-8)
13. Marcas, Paris, Jean-Claude Lattès, coll. « Thriller », 2021, 430 p. (ISBN 978-2-7096-6332-8)
14. Le Royaume perdu, Paris, Jean-Claude Lattès, coll. « Thriller », 2022, 436 p. (ISBN 978-2-7096-6333-5)
15. La Clef et la Croix, Paris, Jean-Claude Lattès, coll. « Thriller », 2024, 440 p. (ISBN 978-2-7096-7265-8)

### SérieLe Cycle du Soleil Noir
1. Le Triomphe des ténèbres, Paris, Jean-Claude Lattès, coll. « Thriller », 4 avril 2018, 480 p. (ISBN 978-2-7096-5608-5, BNF 2709656086)
2. La Nuit du mal, Paris, Lattès, coll. « Thriller », 2019, 480 p.
3. La Relique du chaos, Paris, Lattès, coll. « Thriller », 2020, 450 p.
4. Résurrection, Paris, Lattès, coll. « Thriller », 2021, 450 p. (ISBN 978-2-7096-6691-6)
5. 669, Paris, Lattès, coll. « Thriller », 2022, 432 p. (ISBN 978-2-7096-6692-3)
6. Le Graal du diable, Paris, Lattès, coll. « Thriller », 2023, 480 p. (ISBN 978-2-7096-6693-0)
7. Le Livre des merveilles, Paris, Lattès, coll. « Thriller », 2024, 432 p. (ISBN 978-2-7096-7080-7)

### Essai surLe Symbole perdu
Éric Giacometti a également signé, toujours avec Jacques Ravenne, un essai, également publié aux éditions Fleuve noir, consacré au roman de Dan Brown, Le Symbole perdu
- Éric Giacometti et Jacques Ravenne, Le Symbole Retrouvé : Dan Brown et le Mystère Maçonnique, Paris, Fleuve noir, 26 novembre 2009, 277 p. (ISBN 978-2-265-08938-9, BNF 42109030)

### Recueil collectif de nouvelles
- collectif, L'empreinte sanglante, Paris, Fleuve noir, 12 novembre 2009, 286 p. (ISBN 978-2-265-08911-2, BNF 42093659)Ce recueil groupe sept nouvelles écrites par huit auteurs : Raphaël Cardetti : Ma plus belle histoire d'amour ; Maxime Chattam : Le Fracas de la viande chaude ; Olivier Descosse : Le Raid ; Éric Giacometti et Jacques Ravenne : Délocalisation ; Karine Giébel : J'aime votre peur ; Laurent Scalese : Dernier contrat ; Franck Thilliez : Ouroboros.

### Traductions
Les aventures du Commissaire Marcas sont aujourd'hui traduites dans 17 pays, de la Turquie à la Norvège et du Brésil au Japon.